# Viktor Tsukanov
Viktor Tsukanov (Kropivnitski, Ucrania, 4 de febrero de 2006) es un futbolista ucraniano que juega como centrocampista en el F. K. Shakhtar Donetsk de la Liga Premier de Ucrania.

## Trayectoria
Empezó su carrera deportiva en las inferiores del club Shakhtar Donetsk donde participó en 45 encuentros y anotó 11 goles. En enero de 2024 fue ascendido al primer equipo del Shakhtar Donetsk donde disputó varios encuentros amistosos, y para comienzos de febrero de 2024 firmó un contrato que lo vincula directamente con el club ucraniano hasta 2028. Desde entonces ha participado en 3 partidos de la Liga Premier de Ucrania.

### Carrera internacional
A nivel de clubes ha disputado la competición europea de Liga Juvenil de la UEFA de las temporadas 2022-23 y 2023-24.
Es internacional con la Selección de fútbol sub-17 de Ucrania. Disputó un encuentro en la clasificación del Campeonato de Europa Sub-17 de la UEFA en 2022. También la clasificación para el Campeonato de Europa Sub-19 de la UEFA 2024 con la Selección de fútbol sub-19 de Ucrania.

## Estadísticas

### Clubes
Actualizado al último partido disputado el 19 de septiembre de 2023.
| Club                             | Div.          | Temporada     | Liga  | Liga  | Liga   | Copas nacionales | Copas nacionales | Copas nacionales | Copas internacionales | Copas internacionales | Copas internacionales | Total | Total | Total  |
| Club                             | Div.          | Temporada     | Part. | Goles | Asist. | Part.            | Goles            | Asist.           | Part.                 | Goles                 | Asist.                | Part. | Goles | Asist. |
| -------------------------------- | ------------- | ------------- | ----- | ----- | ------ | ---------------- | ---------------- | ---------------- | --------------------- | --------------------- | --------------------- | ----- | ----- | ------ |
| F. K. Shakhtar Donetsk · Ucrania | 1.ª           | 2023-24       | 3     | 0     | 0      | 0                | 0                | 0                | 0                     | 0                     | 0                     | 3     | 0     | 0      |
| F. K. Shakhtar Donetsk · Ucrania | Total club    | Total club    | 3     | 0     | 0      | 0                | 0                | 0                | 0                     | 0                     | 0                     | 3     | 0     | 0      |
| Total carrera                    | Total carrera | Total carrera | 3     | 0     | 0      | 0                | 0                | 0                | 0                     | 0                     | 0                     | 3     | 0     | 0      |

### Selección nacional
| Equipo                                | PJ | G |
| ------------------------------------- | -- | - |
| Selección de fútbol sub-17 de Ucrania | 1  | 0 |
| Selección de fútbol sub-19 de Ucrania | 3  | 0 |
| Total                                 | 4  | 0 |

## Palmarés

### Títulos nacionales
| Título                  | Club                   | País    | Año  |
| ----------------------- | ---------------------- | ------- | ---- |
| Liga Premier de Ucrania | F. K. Shakhtar Donetsk | Ucrania | 2024 |
| Copa de Ucrania         | F. K. Shakhtar Donetsk | Ucrania | 2024 |
| Copa de Ucrania         | F. K. Shakhtar Donetsk | Ucrania | 2025 |